# Concejo Municipal de Cartago
El Concejo Municipal de Cartago es un órgano colegiado y de elección popular, máxima instancia jerárquica del cantón de Cartago, cabecera de la provincia homónima. El municipio de Cartago posee el gobierno municipal más antiguo del país al ser la ciudad de Cartago la primera de Costa Rica.

## Historia

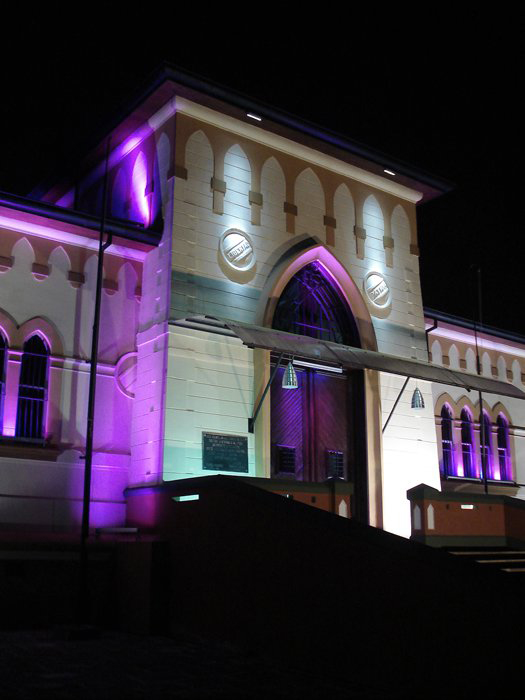
Museo Municipal de Cartago

El Ayuntamiento de Cartago empezó a funcionar con la fundación de la ciudad en 1563 siendo la capital de la Gobernación de Nueva Cartago y Costa Rica. En 1813, de acuerdo a la constitución promulgada en Cádiz, España, en el año 1812, pasó a ser de elección popular. 
Tras la independencia se convirtió en la ciudad capital de Costa Rica, la cual oscilaría entre las otras ciudades constituyentes San José, Alajuela y Heredia por distintas razones, hasta quedar definitivamente en San José tras la segunda guerra civil de Costa Rica en 1835. Cartago fue establecido como cantón mediante la ley N.º 36, artículo 6 del 7 de diciembre de 1848.
En 1867 se establecieron las Ordenanzas Municipales que definían las funciones municipales en todo el país. Esta legislación fue objeto de gran cantidad de modificaciones a lo largo del siglo XX, hasta que en 1998, se estableció el actual Código Municipal.

## Conformación del Concejo
| Partido | Partido                         | Número de regidores | Regidores propietarios                                                         | Regidores suplentes                                                            |
| ------- | ------------------------------- | ------------------- | ------------------------------------------------------------------------------ | ------------------------------------------------------------------------------ |
|         | Alianza Demócrata Cristiana     | 3                   | Marco Antonio Arias Samudio Nancy María Solano Avendaño Marcos Brenes Figueroa | Grettel Quesada Moya Diego Aurelio Meneses Valverde Vera Roxana Bejarano Rojas |
|         | Partido Liberación Nacional     | 2                   | Alfonso Víquez Sánchez Beleida Madriz Jiménez                                  | Pedro José Villalobos Peralta Yahaira Priscilla Arias Alfaro                   |
|         | Partido Acción Ciudadana        | 1                   | Andrea Vanessa Guzmán Castillo                                                 | Marvin Villegas Bejarano                                                       |
|         | Partido Unidad Social Cristiana | 1                   | Sonia Marcela Torres Céspedes                                                  | José David Mitta Albán                                                         |
|         | Partido Actuemos Ya             | 1                   | Jonathan Arce Moya                                                             | Andrea Granados Acuña                                                          |
|         | Partido Restauración Nacional   | 1                   | Carlos Alberto Halabi Fauaz                                                    | Gómez                                                                          |

## Síndicos
- Oriental: Evelyn Siomara Ledezma Quirós (ADC)
- Occidental: Elvira Eugenia Rivera Taborda y Rodolfo Gerardo González Brenes (ADC)
- Carmen: Vinicio Álvarez Morales (ADC)
- San Nicolás: María Cecilia Sandí Barahona y José René Campos Fuentes (ADC)
- Aguacaliente o San Francisco: Milena Fuentes Araya y Jorge Gustavo Morales Zúñiga (ADC)
- Guadalupe o Arenilla: Eduardo Alfonso Robles Navarro y Vera Violeta Bejarano Marín (ADC)
- Corralillo: José Manuel Morales Valverde y Helen Castro Navarro (PLN)
- Tierra Blanca: José Carlos Víquez Gómez y Maureen Mayela Garita Córdoba (PLN)
- Dulce Nombre: Roberto Carlos Solano Ortega y Lucrecia Chaves Cortés (ADC)
- Llano Grande: Greivin Fernández Monge (PLN)
- Quebradilla: Rafael Ángel Cerdas Trejos y Francela María Molina Rojas (PLN)

## Alcalde y vicealcades
- Mario Gerardo Redondo Poveda - Alcalde (ADC)

- Silvia María Alvarado Martínez - Vicealcaldesa Primera (ADC)

- Víctor Manuel Carballo Zeulli - Vicealcalde Segundo (ADC)